# Martín Rodríguez Gurruchaga
Pour les articles homonymes, voir Martín Rodríguez et Gurruchaga.

a Compétitions nationales et continentales officielles uniquement.

b Matchs officiels uniquement.
Dernière mise à jour le 25 décembre 2016.
Martín Rodríguez Gurruchaga, né le 4 décembre 1985 à Santa Fe, est un joueur de rugby à XV international argentin. Il évolue au poste d'arrière ou de centre.

## Biographie

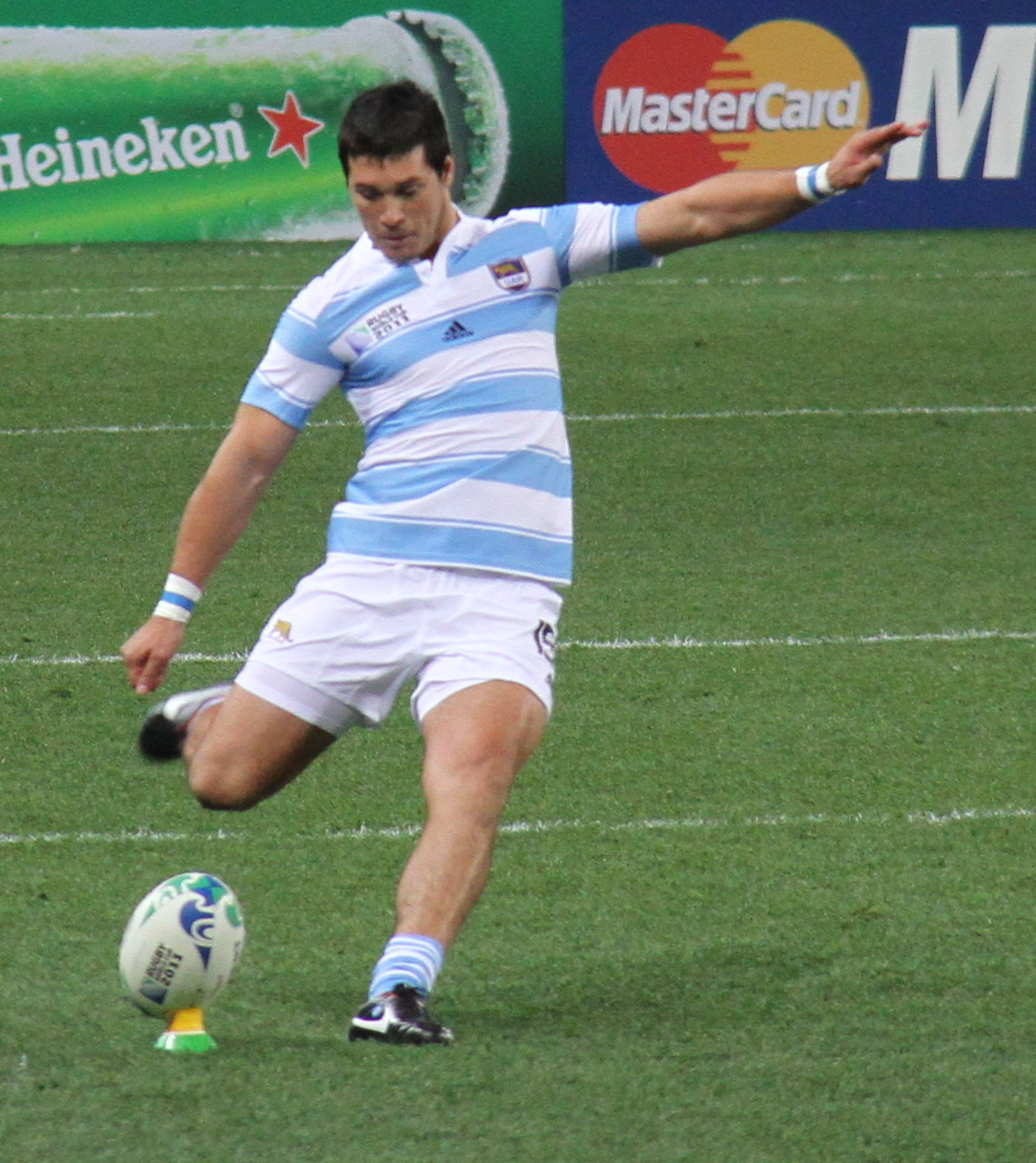
Martin Rodriguez Gurruchaga avec les Pumas

Martin Rodriguez Gurruchaga fait son premier match avec l'Argentine contre l'Angleterre à Twickenham en novembre 2009. En mai 2010, il est sélectionné parmi un groupe de 40 joueurs pour participer à la tournée d'été 2010 avec les Pumas. Il signe au Stade français en juin 2010.

Lors de sa première titularisation en Top 14 au Stadium de Toulouse le 28 août 2010, il marque tous les points de son équipe (1 essai, 1 transformation et 3 pénalités) contre le champion d'Europe, le Stade toulousain. Ses premiers pas sont unanimement salués par la presse sportive française.

Fin octobre 2010, la presse encense la découverte du Pumas par le Stade Français, dont le coach Michael Cheika (vainqueur de la H-Cup 2008 avec le Leinster) salue ouvertement le talent.

## Carrière

### En club
- Atlético del Rosario  Argentine
- Jusqu'en 2010 : Pampas XV  Argentine
- 2010-2013 : Stade Français  France
- Depuis 2013- : Atlético del Rosario

### En équipe nationale
Il a honoré sa première cape internationale en équipe d'Argentine le 14 novembre 2009 contre l'équipe d'Angleterre.

## Palmarès

### En équipe nationale
(au 08/10/11).
- 14 sélections en équipe d'Argentine depuis 2009.
- 2 essais, 6 transformations, 12 pénalités, 1 drop (61 points).
- Sélections par année : 3 en 2009, 6 en 2010, 5 en 2011.

En coupe du monde :
- 2011 : 4 sélections (Angleterre, Roumanie, Écosse, Géorgie)